# Papilio multicaudata

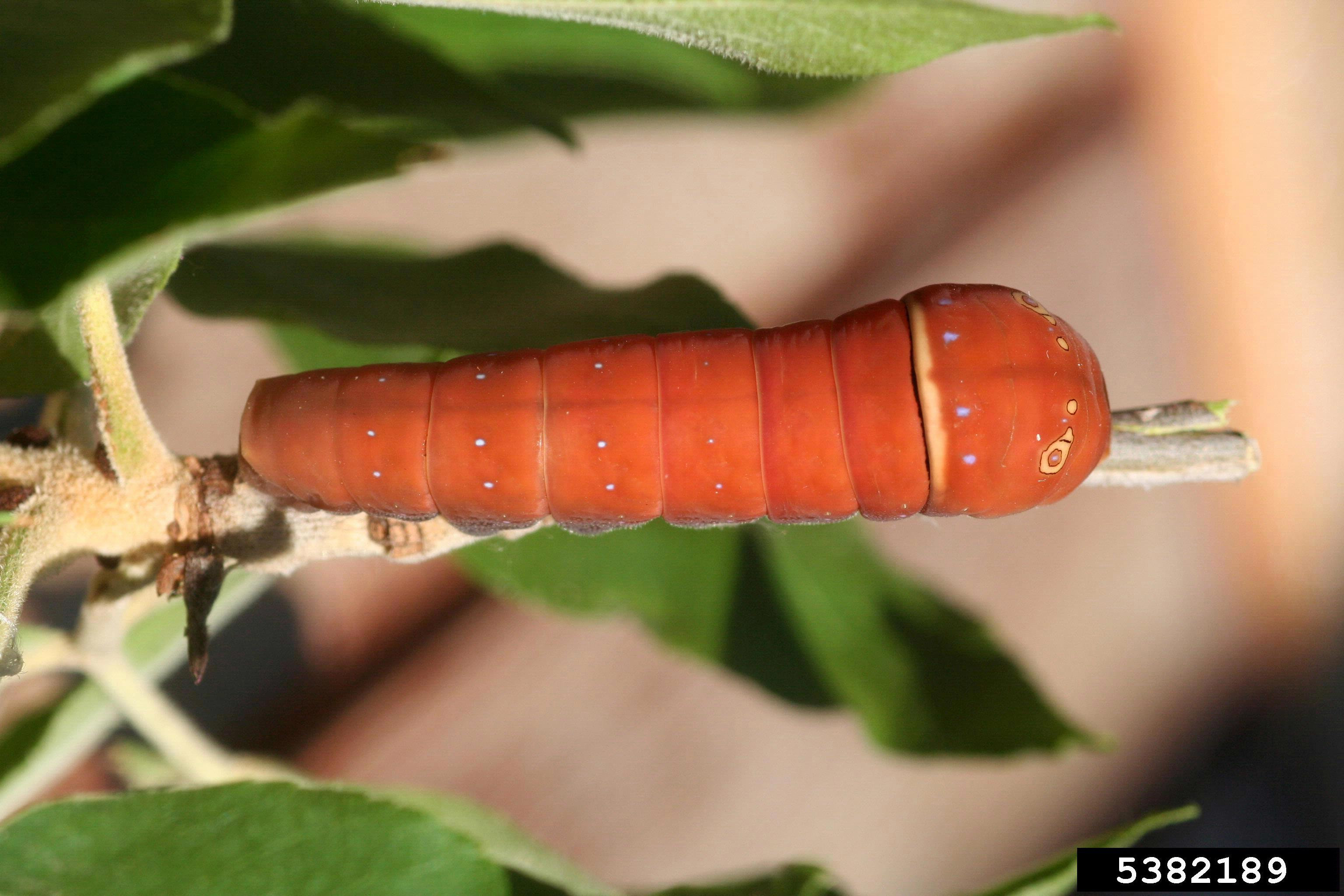
Oruga

La mariposa Xochiquetzal (Papilio multicaudata) es una mariposa de la familia Papilionidae, nativa de Norteamérica desde Columbia Británica en Canadá hasta Centroamérica.

## Descripción
La mariposa Xochiquetzal tiene tamaño grande y es una de varias especies con alas amarillas y rayas atigradas negras. Las alas traseras tienen varias marcas azules. Como otras mariposas cola de golondrina también tiene una marca pequeña de color naranja cerca del centro de las alas traseras. Estas marcas parecidas a ojos pueden confundir a los depredadores que atacan por atrás a la mariposa, permitiéndole escapar. 
Es parecida a las cola de golondrina oriental (P. glaucus) y occidental (P. rutulus) pero tiene dos rayas negras delgadas y generalmente dos colas en cada ala trasera (en lugar de solo una). La mayoría de las Xochiquetzal tienen una "raya de pupila" negra en el ojo naranja de cada una de las alas traseras, que nunca está presente en la cola de golondrina oriental. Es de mayor tamaño que otras mariposas relacionadas en su área de distribución, aunque algunas de las del oriente pueden ser tan grandes como ellas. Las alas miden de 7.6 a 16.5 cm y la hacen la mariposa cola de golondrina de mayor tamaño en Norteamérica. Como en otros miembros de la familia, las hembras son más grandes y más coloridas que los machos, con más azul y naranja en las alas traseras. No se hibrida como lo hacen algunas de las otras especies.

## Biología
Los adultos vuelan en primavera y verano. Las larvas se alimentan de hojas, las pliegan y cosen con su seda para usarlas como refugio. Sus plantas hospederas incluyen Prunus virginiana, Prunus emarginata, Vauquelinia californica, Fraxinus anomala, Fraxinus udhei, Fraxinus pennsulvanica, Ptelea trifoliata, Platanus wrightii y Ptelea trifoliata. Pasan el invierno en estadio de pupa.

## Distribución
Se distribuye desde el sur de Canadá en Columbia Británica, Alberta, Saskatchewan, a través de Estados Unidos, México y hasta Guatemala. Típicamente, vive cerca de arroyos y valles húmedos, pero también en cañones y en ciudades en elevaciones bajas.

## Taxonomía
Papilio multicaudata fue descrita en 1884 por William Forsell Kirby en Papilio 4 (5-6): 104.

### Etimología
Papilio: nombre genérico del náhuatl pāpalōtl (mariposa), a través del francés papillon
multicaudata: epíteto latino que significa "de muchas colas"

## Sinonimia
- Papilio multicaudatus orth. var.

## Subespecies
- P. m. grandiosus Austin & Emmel, 1998 — Chiapas
- P. m. multicaudata Kirby, 1884 — suroeste de Estados Unidos (Arizona) a México
- P. m. pusillus Austin & Emmel, 1998 — Columbia Británica, costa oeste de Estados Unidos hasta las Montañas Rocallosas